# اولوسچرگا
اولوسچرگا (به لاتین: Uluscherga) یک منطقهٔ مسکونی در روسیه است که در جمهوری آلتای واقع شده‌است.